# Liệu pháp oxy
Liệu pháp oxy, còn được gọi là oxy bổ sung, là việc sử dụng oxy như một phương pháp điều trị y tế. Trường hợp có thể bao gồm các bệnh oxy máu thấp, ngộ độc carbon monoxit, đau đầu chùm và để duy trì đủ oxy trong khi hít vào thuốc gây mê. Oxy dài hạn thường hữu ích ở những người có oxy thấp mãn tính như từ bệnh phổi tắc nghẽn mạn tính nặng hoặc xơ nang. Oxy có thể được cung cấp theo một số cách bao gồm ống thông mũi, mặt nạ oxy và bên trong buồng siêu áp.
Oxy là cần thiết cho chuyển hóa tế bào bình thường. Nồng độ oxy quá cao có thể gây ngộ độc oxy như tổn thương phổi hoặc dẫn đến suy hô hấp ở những người dễ mắc bệnh. Nồng độ oxy cao hơn cũng làm tăng nguy cơ hỏa hoạn, đặc biệt là trong khi hút thuốc, và việc không có độ ẩm cũng có thể làm khô mũi. Độ bão hòa oxy mục tiêu được đề nghị phụ thuộc vào tình trạng được điều trị. Trong hầu hết các điều kiện độ bão hòa <= 94% được khuyến khích, trong khi ở những người có nguy cơ tăng carbon dioxide trong máu độ bão hòa 88-92% được ưa thích, và ở những người bị nhiễm độc carbon monoxit hoặc ngừng tim thì độ bão hòa nên càng cao càng tốt. Không khí thường có 21% oxy theo thể tích trong khi liệu pháp oxy làm tăng tỷ lệ này lên tới 100%.
Việc sử dụng oxy trong y học trở nên phổ biến vào khoảng năm 1917. Nó nằm trong Danh sách các loại thuốc thiết yếu của Tổ chức Y tế Thế giới, loại thuốc hiệu quả và an toàn nhất cần có trong hệ thống y tế. Chi phí oxy tại nhà là khoảng 150 đô la Mỹ một tháng ở Brazil và 400 đô la Mỹ một tháng ở Hoa Kỳ. Oxy tại nhà có thể được cung cấp bằng bình oxy hoặc bình nén oxy. Oxy được cho là phương pháp điều trị phổ biến nhất được đưa ra tại các bệnh viện ở các nước phát triển.